# Památník homosexuálním obětem nacismu
Památník homosexuálním obětem nacismu byl v Berlíně slavnostně odhalen 27. května 2008. Upomíná na perzekuci asi 100 000 obviněných (z toho 50 000 odsouzených a z nich asi 5–15 tisíc v koncentračních táborech uvězněných) a nevyčíslený počet dalších diskriminovaných homosexuálních osob v nacistickém Německu. Památník má podobu betonového kvádru, na jehož přední straně je okénko, v němž mohou návštěvníci sledovat krátký film se dvěma líbajícími se muži.

## Historie památníku
Homosexuální oběti holokaustu nebyly v Západním Německu po druhé světové válce uznávány, protože homosexualita byla v Německé spolkové republice zcela legalizována až v roce 1973. 12. prosince 2003 Spolkový sněm schválil vybudování památníku v blízkosti tehdy chystaného památníku Židů zavražděných v Evropě a byla vyhlášena umělecká soutěž na jeho zpracování.
Slavnostního odhalení památníku se zúčastnila řada německých osobností a politiků, krom jiných berlínský starosta Klaus Wowereit, předseda spolkového sněmu Wolfgang Thierse a německý ministr kultury Bernd Neumann. V samotném roce 2008 se stal památník terčem řady vandalských útoků.